# ナチョ・フェルナンデス・イグレシアス
ナチョ（Nacho）こと、ホセ・イグナシオ・フェルナンデス・イグレシアス（José Ignacio Fernández Iglesias, 1990年1月18日 - ）は、スペイン・マドリード出身のサッカー選手。ポジションはディフェンダー。アル・カーディシーヤFC所属。スペイン代表。
カディスCFに所属しているアレックスは実弟。

## クラブ経歴

### プロ入り前
11歳の時にレアル・マドリードのユースに入団したナチョは、2008-09シーズンにレアル・マドリード・カスティージャの一員として2試合に出場。その後の2シーズンもカスティージャの選手としてプレーした。2010年7月には、他の4人の下部組織の選手と共にトップチームのアメリカ遠征に帯同した。2011年4月23日の6-3で勝利したバレンシアCF戦ではレフトバックのポジションで先発フル出場し、レアル・マドリードのトップチームでデビューした。

### レアル・マドリード
2011-12シーズンにはキャプテンとしてカスティージャのセグンダ・ディビシオンB優勝に貢献。翌シーズンからはアルバロ・モラタ、ヘスス・フェルナンデスらと共にトップチームでの背番号を得た。
2012-13シーズン開幕前の7月11日、新たに契約を4年延長した。
2013-14シーズンはリーグ戦12試合、CL3試合、国王杯4試合の計19試合に出場した。
2014年7月3日、新たに6年の契約延長をクラブと結んだ。
2015-2016シーズンはセルヒオ・ラモスやペペの怪我もあって、新しく就任したラファエル・ベニテス監督のもと多くの試合でプレーした。2015年11月3日に行われたパリ・サンジェルマンFCとの試合では、マルセロとの交代で出場し決勝ゴールをあげた。
2016-2017シーズンはラファエル・ヴァランやペペの怪我などもあり、主にCBとして出場機会を得てリーグ戦では28試合に出場し、レアル・マドリードの5シーズンぶりとなるリーグ戦の制覇に貢献した。
2021年7月8日、レアル・マドリードと2023年までの契約延長に合意した。
2023年夏に1年間の契約延長に合意。カリム・ベンゼマの退団によって最古参となったため、2023-2024シーズンはキャプテンに就任。開幕戦でエデル・ミリトン、12月にダヴィド・アラバが重傷を負って、本職のセンターバックがナチョとアントニオ・リュディガーしかいない苦しいチーム事情の中で、リーグ戦では2度の退場処分を受けたもののリュディガーとのコンビで守備の崩壊を防いだ。このシーズンはラ・リーガ、チャンピオンズリーグ、スーペルコパ・デ・エスパーニャの三冠を達成、ナチョはキャプテンとしてビッグイヤーを掲げた。
現行契約は2024年6月までとなっており、レアル・マドリード側は1年間の契約延長をオファーしていたが、6月25日にレアル・マドリードは、ナチョの退団を発表した。

### アル・カーディシーヤFC
2024年6月27日、ナチョは昇格したばかりのサウジ・プロリーグのアル・カディシヤFCと2年契約を結んだ。

## 代表経歴
スペイン代表としてUEFA U-17欧州選手権に優勝したほか、FIFA U-17ワールドカップでも準優勝した。
2013年9月3日にはイニゴ・マルティネスが怪我によって離脱したスペイン代表に初招集され、10日に行われたチリ戦の後半13分にセルヒオ・ラモスとの交代で代表初キャップを刻んだ。
2018 FIFAワールドカップグループステージ第一戦のポルトガル代表戦では2対2の同点で迎えた後半12分にこぼれ球をスーパーボレーで叩き込み代表初ゴールを記録した。
2023年3月、ナチョは2018年以来初めてスペイン代表に招集され、UEFA Euro 2024予選のノルウェー代表戦およびスコットランド代表戦に臨んだ。 2024年6月、ナチョはドイツで開催されるUEFA Euro 2024本大会のスペイン代表メンバーに選出された。

## 個人成績
| クラブ             | シーズン | リーグ     | リーグ戦 | リーグ戦 | カップ戦 | カップ戦 | 国際大会 | 国際大会 | その他 | その他 | 合計 | 合計 |
| クラブ             | シーズン | リーグ     | 出場     | 得点     | 出場     | 得点     | 出場     | 得点     | 出場   | 得点   | 出場 | 得点 |
| ------------------ | -------- | ---------- | -------- | -------- | -------- | -------- | -------- | -------- | ------ | ------ | ---- | ---- |
| レアル・マドリード | 2010-11  | プリメーラ | 2        | 0        | 0        | 0        | 0        | 0        | 0      | 0      | 2    | 0    |
| レアル・マドリード | 2011-12  | プリメーラ | 0        | 0        | 1        | 0        | 0        | 0        | 0      | 0      | 1    | 0    |
| レアル・マドリード | 2012-13  | プリメーラ | 9        | 0        | 3        | 0        | 1        | 0        | 0      | 0      | 13   | 0    |
| レアル・マドリード | 2013-14  | プリメーラ | 12       | 0        | 4        | 0        | 3        | 0        | 0      | 0      | 19   | 0    |
| レアル・マドリード | 2014-15  | プリメーラ | 14       | 1        | 2        | 0        | 6        | 0        | 0      | 0      | 22   | 1    |
| レアル・マドリード | 2015-16  | プリメーラ | 16       | 0        | 1        | 0        | 5        | 1        | 0      | 0      | 22   | 1    |
| レアル・マドリード | 2016-17  | プリメーラ | 28       | 2        | 5        | 1        | 4        | 0        | 2      | 0      | 39   | 3    |
| レアル・マドリード | 2017-18  | プリメーラ | 27       | 3        | 6        | 0        | 8        | 1        | 1      | 0      | 42   | 4    |
| レアル・マドリード | 2018-19  | プリメーラ | 20       | 0        | 5        | 0        | 5        | 0        | 0      | 0      | 30   | 0    |
| レアル・マドリード | 2019-20  | プリメーラ | 6        | 1        | 3        | 1        | 1        | 0        | 0      | 0      | 10   | 2    |
| レアル・マドリード | 2020-21  | プリメーラ | 24       | 1        | 0        | 0        | 8        | 0        | 1      | 0      | 33   | 1    |
| レアル・マドリード | 2021-22  | プリメーラ | 28       | 3        | 3        | 0        | 9        | 0        | 2      | 0      | 42   | 3    |
| レアル・マドリード | 2022-23  | プリメーラ | 27       | 1        | 5        | 0        | 8        | 0        | 4      | 0      | 44   | 1    |
| レアル・マドリード | 2023-24  | プリメーラ | 29       | 0        | 2        | 0        | 12       | 0        | 2      | 0      | 45   | 0    |
| レアル・マドリード | 通算     | 通算       | 242      | 12       | 40       | 2        | 70       | 2        | 12     | 0      | 364  | 16   |
| 総通算             | 総通算   | 総通算     | 242      | 12       | 40       | 2        | 70       | 2        | 12     | 0      | 364  | 16   |

| クラブ                             | シーズン | リーグ    | リーグ戦 | リーグ戦 | その他 | その他 | 合計 | 合計 |
| クラブ                             | シーズン | リーグ    | 出場     | 得点     | 出場   | 得点   | 出場 | 得点 |
| ---------------------------------- | -------- | --------- | -------- | -------- | ------ | ------ | ---- | ---- |
| レアル・マドリード・カスティージャ | 2008-09  | セグンダB | 2        | 0        | 0      | 0      | 2    | 0    |
| レアル・マドリード・カスティージャ | 2009-10  | セグンダB | 21       | 1        | 0      | 0      | 21   | 1    |
| レアル・マドリード・カスティージャ | 2010-11  | セグンダB | 30       | 0        | 2      | 0      | 32   | 0    |
| レアル・マドリード・カスティージャ | 2011-12  | セグンダB | 33       | 3        | 4      | 0      | 37   | 3    |
| レアル・マドリード・カスティージャ | 2012-13  | セグンダ  | 19       | 0        | 0      | 0      | 19   | 0    |
| 総通算                             | 総通算   | 総通算    | 105      | 4        | 6      | 0      | 111  | 4    |

## 代表歴

### 出場大会
- スペイン代表
  - FIFAワールドカップ：2018
  - UEFAネーションズリーグ: 2022-23
  - UEFA欧州選手権：2024

### 試合数
- 国際Aマッチ 29試合 1得点（2013年-）[12]

| スペイン代表 | 国際Aマッチ | 国際Aマッチ |
| 年           | 出場        | 得点        |
| ------------ | ----------- | ----------- |
| 2013         | 1           | 0           |
| 2015         | 1           | 0           |
| 2016         | 5           | 0           |
| 2017         | 7           | 0           |
| 2018         | 8           | 1           |
| 2019         | 0           | 0           |
| 2020         | 0           | 0           |
| 2021         | 0           | 0           |
| 2022         | 0           | 0           |
| 2023         | 2           | 0           |
| 2024         | 5           | 0           |
| 通算         | 29          | 1           |

## タイトル

### クラブ
レアル・マドリード・カスティージャ
- セグンダ・ディビシオンB: 2011-12

レアル・マドリード
- ラ・リーガ: 2016-17, 2019-20, 2021-22, 2023-24
- コパ・デル・レイ: 2013-14, 2022-2023
- スーペルコパ・デ・エスパーニャ: 2012, 2017, 2021-22, 2023-24
- UEFAチャンピオンズリーグ: 2013-14, 2015-16, 2016-17, 2017-18, 2021-22, 2023-24
- UEFAスーパーカップ: 2016, 2017, 2022
- FIFAクラブワールドカップ: 2014, 2016, 2017, 2018, 2022

### 代表
U-17スペイン代表
- UEFA U-17欧州選手権: 2007

U-21スペイン代表
- UEFA U-21欧州選手権: 2013

スペイン代表
- UEFAネーションズリーグ: 2022-23
- UEFA欧州選手権：2024